# Bridgetown (Ohio)
Pour les articles homonymes, voir Bridgetown (homonymie).
Bridgetown est une localité du comté de Hamilton dans l'état de l'Ohio, au nord-ouest de Cincinnati.
Sa population était de 14 407 habitants en 2010.